# Medicina generale (serie televisiva)
Medicina generale è una serie televisiva italiana trasmessa da Rai 1, che racconta la vita di un gruppo di infermieri e di medici del reparto di medicina di un ospedale di Roma.

## Trama
Nel reparto di Medicina Generale, lavora un gruppo di medici e infermieri che si confronta tutti i giorni con malati di ogni tipo. Nel gruppo di medici e infermieri spiccano un uomo e una donna molti diversi tra loro ma destinati a innamorarsi l'uno dell'altra.
La donna si chiama Anna (Nicole Grimaudo). Ha poco più di trent'anni, un figlio di otto, e un ex marito inaffidabile da cui si è appena separata. All'inizio di questa storia è al suo primo giorno di lavoro come caposala del reparto. L'uomo è un cardiologo. Si chiama Giacomo (Andrea Di Stefano), ha poco meno di quarant'anni, è un single incallito e donnaiolo impenitente. Un medico e un'infermiera. Lui è simpatico e affascinante. Lei è bella e intensa. Sembra l'inizio di una storia scontata. Invece no. Tanto per cominciare, dopo la prima faticosa giornata di lavoro in ospedale, Anna torna a casa, fa un test di gravidanza e scopre di essere incinta dell'ex marito. Giacomo non sa della gravidanza di Anna. Sa solo che si sente irresistibilmente attratto dal misto di forza e vulnerabilità con cui lei affronta i suoi problemi. C'è qualcosa di intenso in Anna che gli piace da morire.
Mentre Anna e Giacomo sono sempre più attratti l'una verso l'altro, la vita dell'ospedale continua a scorrere intorno a loro. Ci sono i pazienti di cui occuparsi, giorno e notte. Facce, storie, persone con i loro problemi (spesso molto simili a quelli dei medici e degli infermieri) che giorno dopo giorno entrano ed escono dall'ospedale, portando con sé le più varie patologie, dilemmi etici e clinici, emergenze mediche che mettono a nudo tutti i pregi e i difetti della sanità pubblica. E soprattutto ci sono i colleghi di Anna e Giacomo. Anche le loro storie personali si intrecciano con la vita dell'ospedale.
Il dottor Alfredo Danzi (Marco Giallini), per esempio, padre modello e medico appassionato, scopre che il figlio più piccolo, Edo, di tre anni, ha uno sviluppo rallentato del linguaggio, per fortuna curabile. Ma dopo avere ritrovato la speranza di un futuro sereno per suo figlio, il medico sente avvicinarsi minacciosa l'ombra scura del suo passato, dove è custodito un segreto con cui prima o poi dovrà fare i conti. La dottoressa Gabriella Boschi (Fabrizia Sacchi), quarantenne insicura, nevrotica e senza figli che, dopo essersi ritrovata fra le braccia il neonato di una giovane madre operata d'urgenza, riscopre un fortissimo desiderio di maternità.
Il primario Bergamini (Roberto Citran), burbero e autoritario. Ben nascosto sotto la sua scorza spinosa, il primario ha un lato più morbido, quasi sentimentale. In lui si agita un'inquietudine comune a molti uomini intorno ai sessanta, che lo porterà a perdere la testa per una donna trent'anni più giovane... E poi c'è Angelo (Antonello Fassari), l'infermiere cinquantenne, polemico e ruvido di carattere, incazzato nero perché quel posto di caposala doveva toccare a lui per anzianità di servizio, e invece l'hanno dato a Anna che ha il diploma di specializzazione.

## Personaggi
- Anna Morelli (Nicole Grimaudo): è una donna trentenne, madre di un bambino di otto anni, Pietro, da poco diventata caposala, separata e con un marito poco presente e quindi costretta ad affrontare tutti i problemi da sola. Vive una storia d'amore con Giacomo.
- Giacomo (Andrea Di Stefano) : Giacomo è un cardiologo, ha poco meno di quarant'anni, è un single incallito e donnaiolo impenitente. Un medico simpatico e affascinante ha una storia d'amore con Anna Morelli.
- Mario Bergamini (Roberto Citran) è il primario del reparto di Medicina. Pneumologo, romano, divorziato, ha due figlie. È da quattro anni alla guida del reparto, durante i quali ha accumulato un'enorme esperienza professionale. Viene sollevato dall'incarico e sostituito dal professor Pierluigi Sassi. Bergamini, dopo molte riflessioni, decide di rimanere in reparto come aiuto di Sassi.
- Angelo De Santis (Antonello Fassari) è l'infermiere "storico" del reparto di Medicina Generale. Ha visto arrivare Bergamini e tutti i medici del reparto. Per tutti è stato ed è un punto di riferimento perché è abituato a risolvere i problemi in modo pratico. Romano, 52 anni, sposato con Fiorenza, ha una figlia, Katia, che sogna di fare l'infermiere come il padre con cui si scontrerà per questa scelta.
- Elia Lorenzi (Thomas Trabacchi): medico d'urgenza e sciupafemmine, celante un dolore nascosto, entra in scena nella seconda stagione della serie. Dopo essersi invaghito di Anna, Elia affronta la storia con Letizia (Euridice Axen), nello svolgimento di questo amore, Elia non riesce ad abbandonarsi totalmente al sentimento, questo per il dolore causato dalla mancanza della figlia Sara, rapita 6 anni prima in America.
- Alfredo Danzi (Marco Giallini) gastroenterologo, 38 anni, è sposato con Marta ed ha due figli, Tommaso e Edoardo. È il medico con la maggiore anzianità di reparto, soprannominato "l'uomo della notte" perché arriva quando gli altri se ne vanno e se ne va quando gli altri tornano la mattina seguente. Quando lascia l'ospedale torna a casa per passare più tempo possibile insieme alla famiglia. Non si è mai laureato in medicina, ha esercitato la professione illegalmente. Quando viene scoperto le conseguenze della sua scelta ricadono su tutto il reparto, primo fra tutti Bergamini.
- Pierluigi Sassi (Giampiero Judica), entra nel reparto come aiuto di Bergamini. Successivamente diventa docente universitario e, con raccomandazione, assume il ruolo di primario al posto di Bergamini.

## Episodi
| Stagione         | Episodi | Prima TV  |
| ---------------- | ------- | --------- |
| Prima stagione   | 13      | 2007-2008 |
| Seconda stagione | 26      | 2009-2010 |

## Programmazione
La prima stagione è stata interrotta a cinque episodi dal termine per bassi ascolti. I restanti episodi sono stati trasmessi a partire dal 13 maggio 2008 sempre su Rai 1. La seconda stagione, sempre a causa dei bassi ascolti, a partire dalla quarta puntata viene spostata da Rai 1 a Rai 3.